# Lei de talião

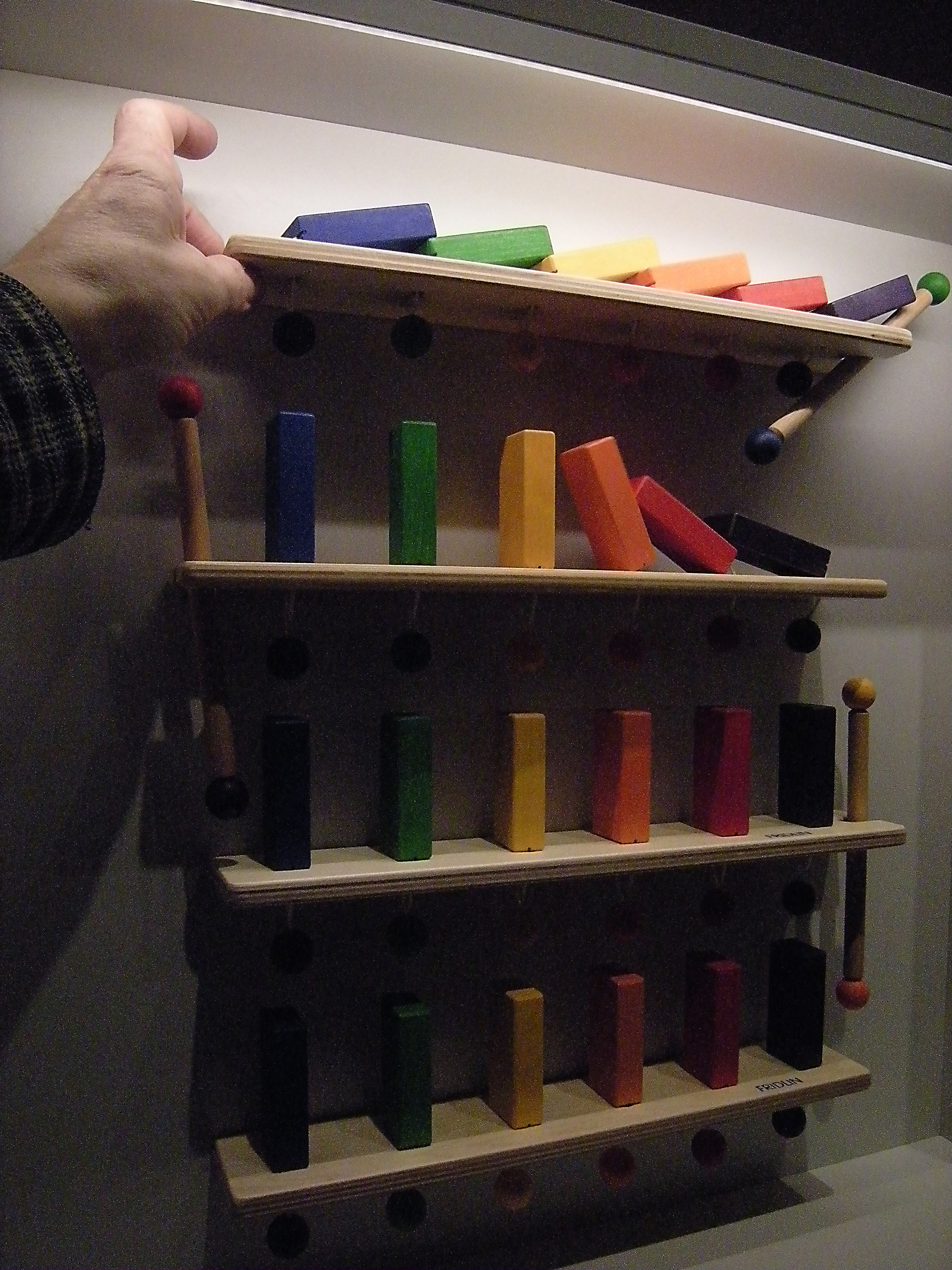
Exemplo da lei de Talião

A lei de talião (em latim: lex talionis; lex: lei e talio, de talis: tal, idêntico), também dita pena de talião, consiste na rigorosa reciprocidade do crime e da pena — apropriadamente chamada retaliação. Na perspectiva da lei de talião, a pessoa que fere outra deve ser penalizada em grau semelhante, e a punição deve ser aplicada pela parte lesada. Em interpretações mais suaves, significa que a vítima recebe o valor estimado da lesão em compensação. A intenção por trás do princípio era "restringir" a compensação ao valor da perda. A lei de talião é encontrada em muitos códigos de leis antigas. Ela pode ser encontrada nos livros do Antigo Testamento do Êxodo, Levítico e Deuteronômio. Mas, originalmente, a lei aparece no código babilônico de Hamurabi (datado de 1770 a.C.), que antecede os livros de direito judeus por centenas de anos.
O rei Hamurabi foi responsável pela compilação dessas leis de forma escrita (em pedras), quando ainda prevalecia a tradição oral. Ao todo, o código tinha 282 artigos a respeito de relações de trabalho, família, propriedade, crimes e escravidão. Dentre elas, a lei de talião.

## Definição e tipos
O termo latino “lex talionis” (Lei de Talião) nem sempre e apenas se refere aos códigos de justiça que estabelecem a ideia de pena retributiva, mas se aplica à classe mais ampla de sistemas jurídicos que formulam especificamente penas para crimes específicos, que se pensa serem adequados em sua gravidade. Alguns propõem que a intenção era, pelo menos em parte, evitar punição excessiva nas mãos de uma parte privada vingadora ou do Estado. A expressão mais comum de relacionada a Lei de Talião é a famosa frase "olho por olho", mas também foram feitas outras interpretações. Os códigos legais que seguem o princípio da lei de talião têm uma coisa em comum: contra-punição 'adequada' prescrita para um crime. No famoso código legal escrito por Hamurabi, o princípio da reciprocidade exata é usado de forma muito clara. Por exemplo, se uma pessoa causou a morte de outra pessoa, o assassino deverá ser condenado à morte.
O exemplo mais simples é o princípio do chamado "olho por olho". Nesse caso, a regra era que a punição deveria ser exatamente igual ao crime. Por outro lado, as Doze Tábuas de Roma apenas prescreviam penas específicas para crimes específicos. O código legal anglo-saxão substituiu o pagamento de Wergild, (indenização em dinheiro) pela retribuição direta: a vida de uma pessoa em particular tinha um valor fixo, derivado de sua posição social; qualquer assassinato era compensado com o pagamento do Wergild (multa) apropriada, independentemente da intenção. De acordo com a Lei Comum inglesa (common law), os demandantes bem-sucedidos tinham direito a um reembolso igual ao seu prejuízo (em termos monetários). No sistema moderno de responsabilidade civil, isso também foi estendido para traduzir as perdas não econômicas em dinheiro. O significado do princípio “Olho por Olho” é que uma pessoa que foi ferida por outra pessoa retorna a ação ofensiva ao autor em compensação, ou que uma autoridade o faz em nome da pessoa ferida. A tradução exata do latim (lex talionis) para o idioma inglês é "A lei da retaliação". O princípio básico desta lei é fornecer retribuição justa.

## Antecedentes
Existem várias idéias sobre as origens da Lei de Talião, mas uma ideia comum é que ela se desenvolveu à medida que as civilizações primitivas cresciam e um sistema menos estabelecido de retribuição de injustiças, rixas e vinganças ameaçava a sociedade. Apesar de terem sido substituídos por novos modos de teoria jurídica, os sistemas da lei de talião serviram a um propósito crítico no desenvolvimento dos sistemas sociais — o estabelecimento de um instituto cujo propósito era decretar a retaliação e garantir que essa fosse a única punição. Esta doutrina era o Estado em uma de suas formas mais antigas.

O princípio é encontrado na Lei Comum da Babilônia. Se for presumido que em sociedades não regidas pelo estado de direito, se uma pessoa fosse ferida, então a pessoa ferida (ou seu parente) teria uma retribuição vingativa contra a pessoa que causou a lesão. A retribuição pode ser pior do que o crime, talvez até a morte. A lei babilônica impõe um limite a tais ações, restringindo a retribuição não poderia ser pior que o crime, desde que vítima e agressor ocupem o mesmo status na sociedade. Tal como acontece com a blasfêmia ou lesa-majestade (crimes contra um deus ou um monarca), os crimes contra os superiores sociais eram punidos com mais severidade. A lei romana moveu-se em direção à compensação monetária como um substituto para a vingança. Em casos de agressão, penalidades fixas foram estabelecidas para vários ferimentos, embora talio ainda fosse permitido se uma pessoa quebrasse o membro de outra.